# Тодич, Саша
Са́ша То́дич (серб. Саша Тодић / Saša Todić; род. 26 марта 1974, Зренянин, САК Воеводина) — сербский футболист, вратарь; тренер.

## Биография

### Клубная карьера
Его отец также играл в футбол, поэтому Саша пошёл по его стопам. На родине в Сербии выступал за команды «Пролетер», «Ястребац» и «Войводина» из города Нови-Сад.
В январе 2006 года перешёл в симферопольскую «Таврию», подписав трёхлетний контракт. Также мог перейти в российскую «Томь» из Томска. В чемпионате Украины дебютировал 5 марта 2006 года в матче против донецкого «Шахтёра» (1:1), в этом матче на 79 минуте он пропустил гол от поляка Мариуша Левандовского. В «Таврии» стал автором уникального рекорда, отбив 75 процентов пенальти, назначенных в ворота его команды. По итогам голосования официального сайта «Таврии» Тодич стал лучшим в первой половине сезона 2006/07.
Зимой 2009 года перешёл в «Крымтеплицу» из Молодёжного, подписав годичный контракт и также Саша в команде стал тренером вратарей. Тодич стал вторым легионером в истории команды после ивуарийца Сулеймана Диаби. Всего за команду провёл 7 матчей и пропустил 9 голов. Летом 2009 года покинул клуб и завершил игровую карьеру.
Летом 2009 года всё же перешёл в клуб «Нови-Сад». Хотя у него были предложения от «Баната» и клуба «Спартак Златибор Вода», также ему предлагали работать в структуре «Таврии». В команде дебютировал только 13 ноября 2010 года в домашнем матче против «Младости» из города Лучани (3:0). В клубе он также занимает должность тренера.

### Карьера в сборной
Был кандидатом в национальную сборную Сербии и Черногории.

## Личная жизнь
Жена Весна, дочь Саня, сын Стефан.